# Plouarzel
Plouarzel (bretonisch Plouarzhel) ist eine französische Gemeinde mit 3987 Einwohnern (Stand 1. Januar 2022) im Nordwesten der Bretagne im Département Finistère.

## Geographie

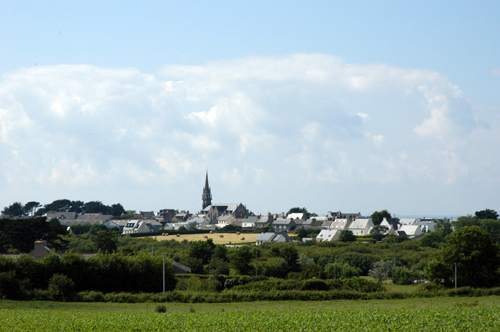
Blick auf Plouarzel

Die Gemeinde befindet sich an der Atlantikküste, der Côte des Abers.
Brest liegt 18 Kilometer südöstlich und Paris etwa 520 Kilometer östlich (Angaben in Luftlinie).
An der nördlichen Gemeindegrenze verläuft der Fluss Aber Ildut.

## Bevölkerungsentwicklung
| Jahr                       | 1962 | 1968 | 1975 | 1982 | 1990 | 1999 | 2010 | 2017 |
| Einwohner                  | 2057 | 1915 | 1886 | 2003 | 2042 | 2458 | 3618 | 3715 |
| Quellen: Cassini und INSEE |      |      |      |      |      |      |      |      |

## Verkehr
Bei Brest enden die Europastraße 50 (Brest–Rennes) und die Europastraße 60 (Brest–Nantes). Der Bahnhof von Brest ist Endpunkt des TGV Atlantique nach Paris sowie der Regionalbahnlinien in Richtung Rennes und Nantes.
Nahe der Großstadt Brest befindet sich der Regionalflughafen Aéroport Brest-Bretagne.

## Sehenswürdigkeiten

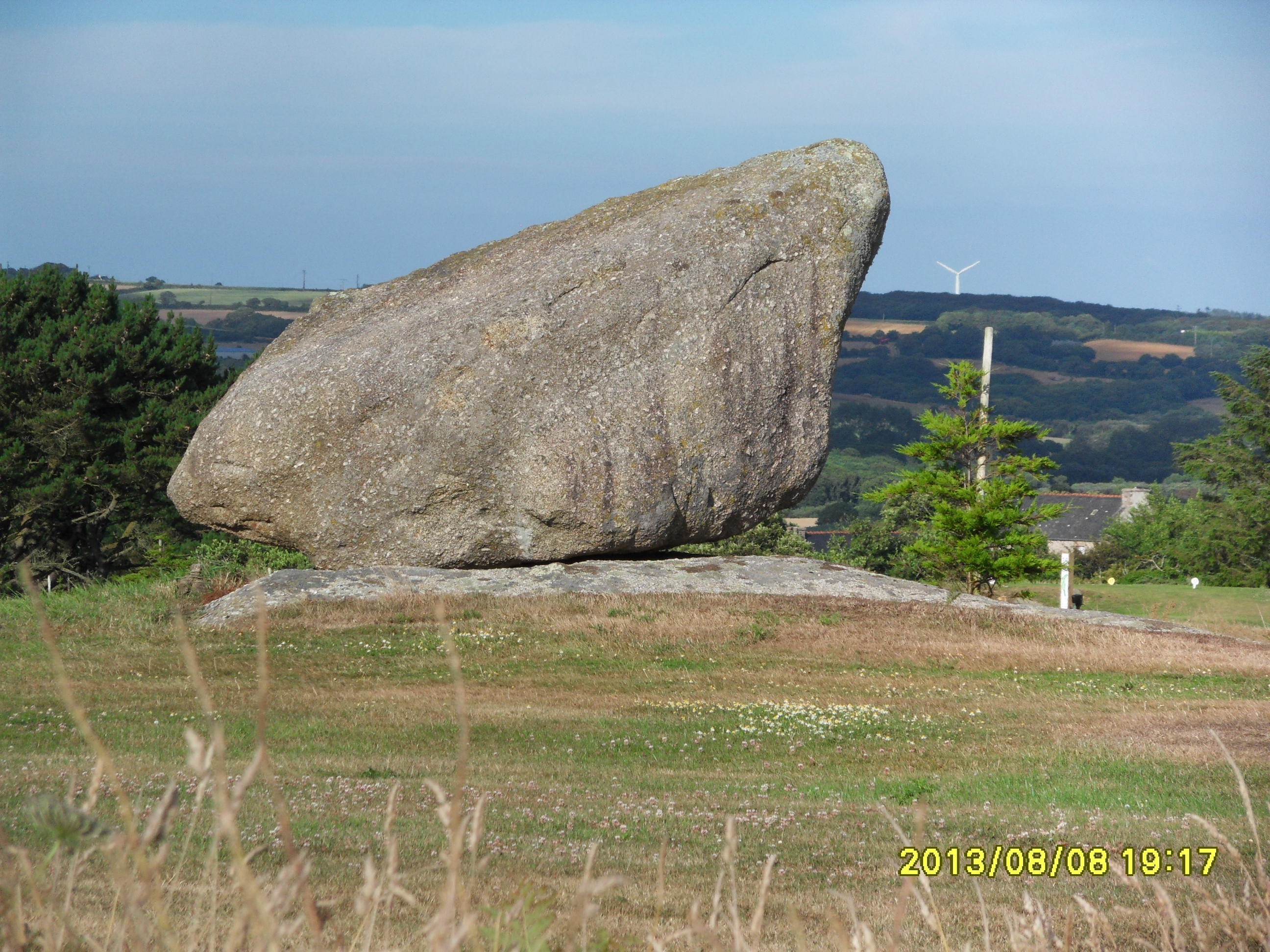
Menhir de Plouarzel

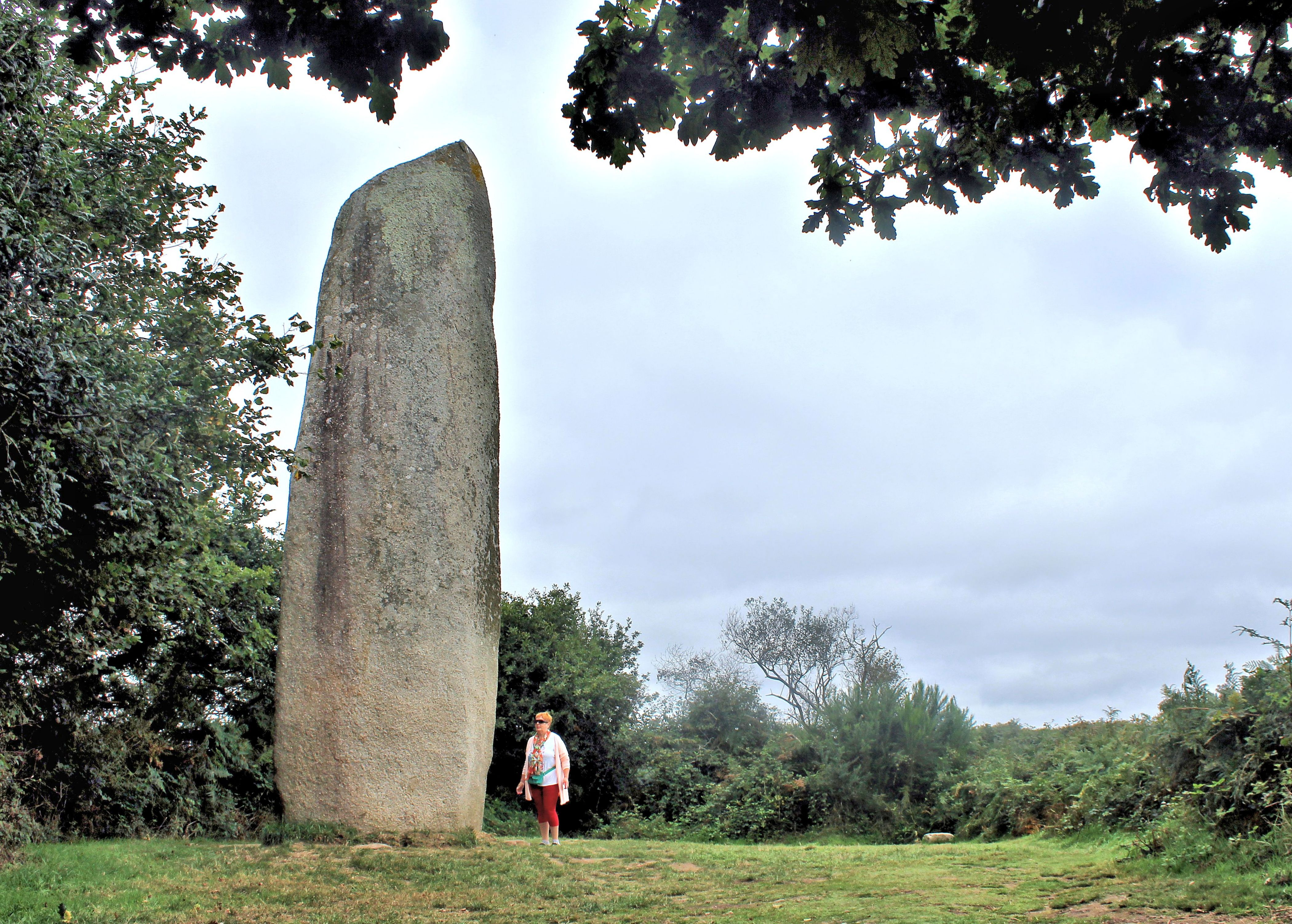
Menhir de Kerloas

- Das Kap Pointe de Corsen ist der westlichste Punkt Frankreichs auf dem Europäischen Festland. (48° 24′ 51,7″ N, 4° 47′ 43,2″ W)
- Der Menhir de Kerloas ist mit 9,50 Metern der größte aufrecht stehende Menhir in Frankreich. (48° 25′ 36,1″ N, 4° 40′ 45,4″ W)

Siehe auch: Liste der Monuments historiques in Plouarzel

## Persönlichkeiten
- Hervé de Portzmoguer (1473–1512), bretonischer Adeliger und Korsar